# Brighter/Later: A Duncan Sheik Anthology
Brighter/Later: A Duncan Sheik Anthology è una raccolta in due CD dei primi anni di carriera del cantautore Duncan Sheik, pubblicato dalla Rhino Records il 24 ottobre 2006. Il titolo della raccolta è un omaggio a Bryter Layter, secondo album del cantautore Nick Drake.
La raccolta contiene oltre a singoli e brani inclusi negli album precedenti, Duncan Sheik, Humming, Daylight e Phantom Moon, una selezione di rarità e inediti:
- Una registrazione in studio di Lost On The Moon (dalla versione internazionale di Daylight).
- Wishful Thinking dalla colonna sonora del film Paradiso perduto.
- Un'inedita cover di Court And Spark di Joni Mitchell.
- Una registrazione dal vivo di Home.
- Le ghost track Foreshadowing (da Humming) e Chimera (da Daylight)

## Tracce

### Disc 1: Brighter
1. "That Says It All" - 4:15
2. "Court & Spark" - 3:02**
3. "Lost On The Moon" - 5:09
4. "Wishful Thinking" - 4:25
5. "Genius" - 3:42
6. "Bite Your Tongue" - 3:58
7. "She Runs Away" - 3:43
8. "Rubbed Out" - 5:10
9. "Mr. Chess" - 2:38
10. "Half-Life" - 3:58
11. "The Winds That Blow" - 3:03
12. "In Between" - 4:32
13. "Mouth On Fire" - 5:39
14. "Barely Breathing" - 4:15
15. "Home" (Live @ World Cafe) - 6:45
16. "On A High" - 3:36

### Disc 2: Later
1. "Memento" - 3:45
2. "Chimera" - 3:55
3. "For You" (Jamie Myerson Mix) - 3:18**
4. "A Body Goes Down" - 6:07
5. "Reasons For Living" - 4:32
6. "Foreshadowing" - 8:09
7. "Sad Stephen's Song" - 6:29
8. "Longing Town" - 3:28
9. "Lo And Behold" - 5:12
10. "November" - 4:52
11. "Days Go By" - 4:48
12. "Requiescat" - 4:00
13. "Little Hands" - 6:06

** Mai precedentemente pubblicato